# Hell in a Cell (2016)
Hell in a Cell (2016) foi um evento de luta livre profissional produzido pela WWE e transmitido em formato pay-per-view e pelo WWE Network em 30 de outubro de 2016 no TD Garden na cidade de Boston, Massachusetts. Contou com a participação dos lutadores do Raw. Este foi o oitavo evento da cronologia do Hell in a Cell e o décimo segundo pay-per-view de 2016 no calendário da WWE.

## Antes do evento
Hell in a Cell teve combates de luta profissional de diferentes lutadores com rivalidades e histórias pré-determinadas que se desenvolverão no Raw - programa de televisão da WWE, tal como no programa transmitido pelo WWE Network — Superstars. Os lutadores interpretaram um vilão ou um mocinho seguindo uma série de eventos para ganhar tensão, culminando em várias lutas.
No Clash of Champions, Roman Reigns conquistou o Campeonato dos Estados Unidos ao derrotar Rusev. No Raw seguinte, realizado em 26 de setembro, uma revanche entre os dois terminou em dupla contagem, mantendo assim Reigns como campeão. No Raw de 3 de outubro, a esposa de Rusev, Lana, declarou que ele queria uma nova revanche, levando aos dois se atacarem. Reigns então anunciou que daria a revanche de Rusev em uma luta Hell in a Cell no evento de mesmo nome.
No Clash of Champions, Kevin Owens derrotou Seth Rollins e manteve o Campeonato Universal da WWE. Nas semanas seguintes, os dois continuaram a se insultarem, até que em 9 de outubro uma revanche entre os dois em uma luta Hell in a Cell foi marcada para o pay-per-view.
No Clash of Champions, Charlotte derrotou Sasha Banks e Bayley para manter o Campeonato Feminino do Raw. No entanto, no Raw de 3 de outubro Banks derrotou Charlotte para ganhar o cinturão. Seis dias depois, uma luta Hell in a Cell entre elas foi marcada para o Hell in a Cell.
No Clash of Champions, a sétima luta de uma série melhor de sete entre Cesaro e Sheamus acabou sem vencedor, encerrando a série empatada em 3 a 3. No Raw da noite seguinte, Mick Foley não permitiu mais combates entre eles e decidiu que os dois se uniriam para lutar contra a New Day (Big E, Kofi Kingston e Xavier Woods) pelo Campeonato de Duplas do Raw. Nas semanas seguintes, os dois continuaram a discutir entre sí, até que no Raw de 10 de outubro a luta pelo título entre as duas equipes foi marcada para o Hell in a Cell.
No Clash of Champions, T.J. Perkins derrotou Brian Kendrick para manter o Campeonato dos Pesos-Médios. Na sequência, Kendrick atacou Perkins, repetindo o ato no Raw seguinte, e desafiando-o para uma revanche. Na semana seguinte, Kendrick derrotou Perkins. No Raw de 10 de outubro, uma nova luta entre eles foi marcada para o Hell in a Cell.
No Raw de 10 de outubro, Luke Gallows e Karl Anderson atacaram Enzo Amore e Big Cass. Na semana seguinte, Cass derrotou Anderson. Em 24 de outubro, uma luta entre as equipes foi marcada para o Hell in a Cell.
No Raw de 17 de outubro, Dana Brooke derrotou Bayley. No Raw seguinte, as duas tiveram uma quebra de braço onde Brooke atacou Bayley. Em 26 de outubro, um combate entre as duas foi marcado para o Hell in a Cell.
Em 26 de outubro, uma luta entre Cedric Alexander, Lince Dorado e Sin Cara contra Tony Nese, Drew Gulak e Ariya Daivari foi anunciada para o pré-show do evento.

## Resultados
| Nº                                          | Resultados                                                                                                 | Estipulações                                                  | Tempo |
| ------------------------------------------- | --- | ------------------------------------------------------------- | ----- |
| Pré- show                                   | Cedric Alexander, Lince Dorado e Sin Cara derrotaram Tony Nese, Drew Gulak e Ariya Daivari                 | Luta de trios                                                 | 9:45  |
| 1                                           | Roman Reigns (c) derrotou Rusev (com Lana)                                                                 | Luta Hell in a Cell pelo Campeonato dos Estados Unidos da WWE | 24:35 |
| 2                                           | Bayley derrotou Dana Brooke                                                                                | Luta individual                                               | 6:30  |
| 3                                           | The Club (Luke Gallows e Karl Anderson) derrotou Enzo Amore e Big Cass                                     | Luta de duplas                                                | 6:45  |
| 4                                           | Kevin Owens (c) derrotou Seth Rollins                                                                      | Luta Hell in a Cell pelo Campeonato Universal da WWE          | 23:15 |
| 5                                           | Brian Kendrick derrotou T.J. Perkins (c) por submissão                                                     | Luta individual pelo Campeonato dos Pesos-Médios da WWE       | 10:35 |
| 6                                           | Cesaro e Sheamus derrotaram The New Day (Big E e Xavier Woods) (c) (com Kofi Kingston) por desqualificação | Luta de duplas pelo Campeonato de Duplas do Raw               | 11:15 |
| 7                                           | Charlotte derrotou Sasha Banks (c)                                                                         | Luta Hell in a Cell pelo Campeonato Feminino do Raw           | 21:59 |
| (c) – Refere-se aos campeões antes da luta. | |                                                               |       |